# Insulele fermecate (film documentar)
Insulele fermecate (titlul original în rusă Зачарованные острова, transliterat: Zacearovannîe ostrova) este un film documentar sovietic din 1965 al cărui regizor și scenarist este Aleksandr Zguridi.

## Rezumat
Filmul prezintă aspecte despre viața animalelor rare, despre necesitatea de a proteja și conserva lumea plantelor și animalelor, despre natura insulelor îndepărtate.

## Premii
- 1965 Festivalul de Film de la Veneția
  - Premiu pentru Cel mai bun film documentar regizorului Aleksandr Zguridi pentru Insulele fermecate[2]